# Monti Iblei (olio di oliva)

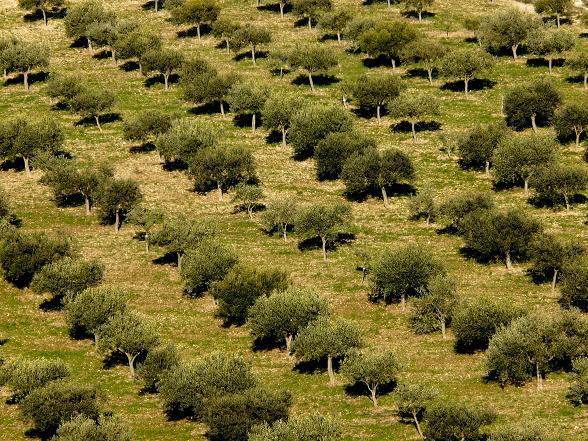
Oliveto nella zona dei Monti Iblei

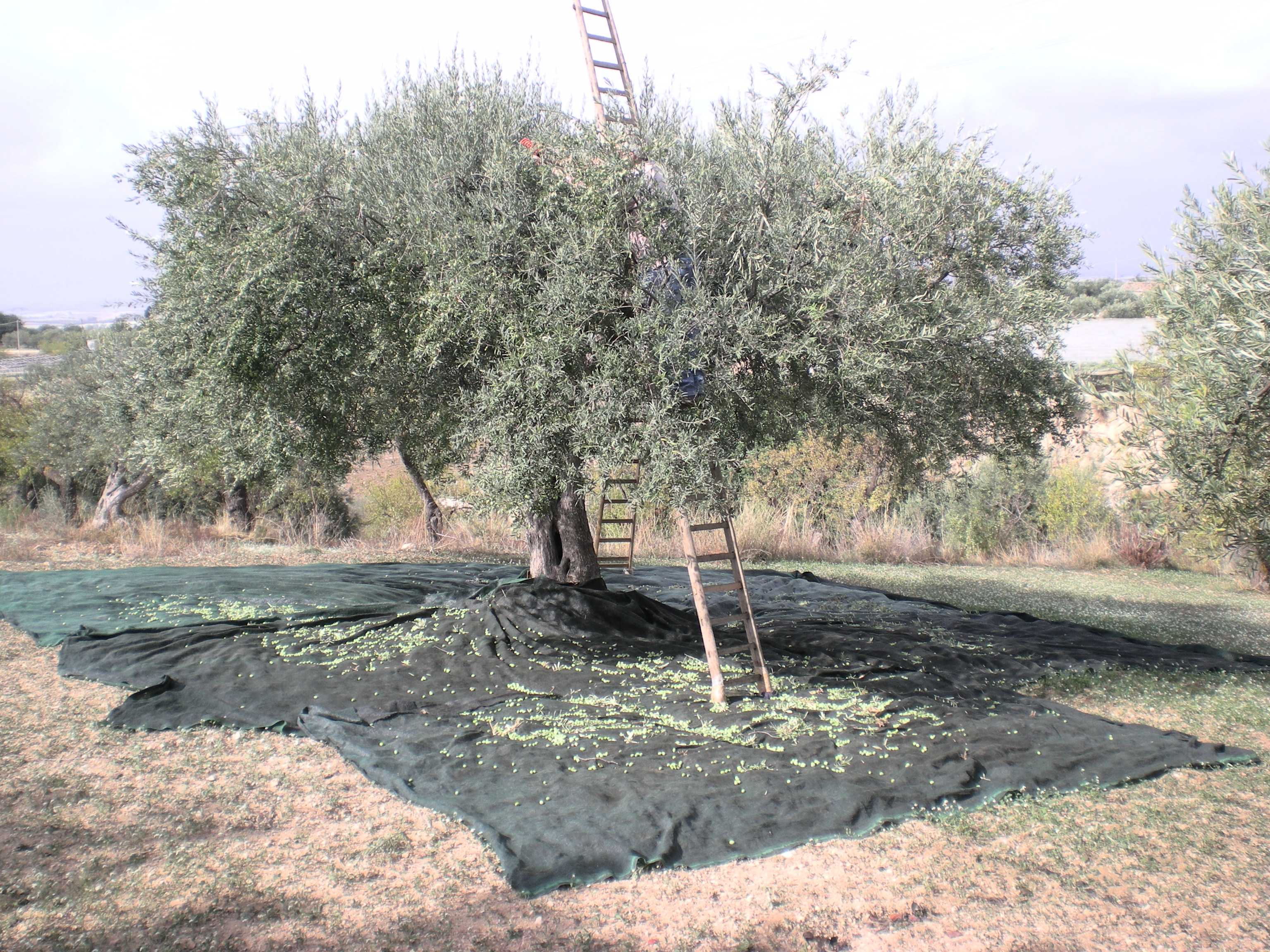
Raccolta a mano a Chiaramonte Gulfi.

Monti Iblei (DOP) è un olio extra vergine di oliva a Denominazione di origine protetta prodotto in Sicilia nella zona del massiccio dei Monti Iblei diviso tra le provincie di Ragusa, Siracusa e Catania.

## Caratteristiche dell'area
L'area è sottoposta a particolari escursioni termiche tra le ore diurne e notturne, fenomeni particolarmente importanti per esaltare le caratteristiche peculiari delle produzioni agricole e dell'olivicoltura che, in quest'area, rappresenta un comparto produttivo molto rilevante sin dall'età greca.

Al visitatore le campagne dei Monti Iblei presentano uno scenario multiforme di natura e di colori dove la coltura dell'ulivo costituisce uno dei paesaggi agrari più diffusi con olivi, spesso secolari, sparsi nei terreni collinari, posti ai margini degli agrumeti oppure abbinati alle altre colture tipiche degli Iblei: i carrubeti, i mandorleti ed i vigneti.

Qui sono coltivate le più pregiate varietà di olive della Sicilia (la più famosa Tonda Iblea, la Nocellara Etnea e la Moresca), dalle quali si ricava un olio extravergine di alta qualità con un grado di acidità massima dello 0,65%, dal colore verde e dal profumo e dal sapore fruttato.

### Zone di produzione
L'area di produzione è suddivisa nelle seguenti sottozone:
CalatinoCaltagirone, Scordia, Grammichele, Licodia Eubea, Mazzarrone, Militello in Val di Catania, Mineo, San Michele di Ganzaria, Vizzini in Provincia di Catania.
FrigintiniModica e Ragusa in Provincia di Ragusa.
GulfiChiaramonte Gulfi, Giarratana, Monterosso Almo in Provincia di Ragusa.
Monte LauroBuccheri, Buscemi, Cassaro, Ferla in Provincia di Siracusa.
Trigona PancaliCarlentini, Francofonte, Lentini, Melilli in Provincia di Siracusa.
Val d'AnapoCanicattini Bagni, Floridia, Palazzolo Acreide, Solarino, Sortino in Provincia di Siracusa.
Valle dell'IrminioAcate, Comiso, Santa Croce Camerina, Scicli, Vittoria in Provincia di Ragusa.
Val TellaroNoto, Pachino, Rosolini in Provincia di Siracusa ed Ispica in Provincia di Ragusa.

## Varietà di olivo
Le varieta di olivo della denominazione di origine protetta "Monti Iblei", accompagnata dalla menzione geografica è la seguente:
- "Monte Lauro", Tonda Iblea non inferiore al 90%. Altre varietà fino al limite massimo del 10%.
- "Val d'Anapo", Tonda Iblea non inferiore al 60% . Altre varietà fino al limite massimo del 40%.
- "Val Tellaro", Moresca non inferiore al 70%. Altre varietà fino al limite massimo del 30%.
- "Frigintini", Moresca non inferiore al 60%. Altre varietà fino al limite massimo del 40%.
- "Gulfi", Tonda Iblea non inferiore al 90%. Altre varietà fino al limite massimo del 10%.
- "Valle dell'Irminio"‚ Moresca non inferiore al 60%. Altre varietà fino al limite massimo del 40%.
- "Calatino", Tonda Iblea non inferiore al 60%. Altre varietà fino al limite massimo del 40%.
- "Trigona-Pancali", Nocellara Etnea non inferiore al 60%. Altre varietà fino al limite massimo del 40%.

## Disciplinare di produzione
Secondo il disciplinare di produzione e secondo l'antica tradizione siciliana, le olive sono raccolte e selezionate manualmente ed entro 48 ore dalla raccolta vengono spremute a freddo, con una semplice pressione del torchio sul frutto maturo, senza successive manipolazioni fisiche né chimiche. Tale procedimento, lo stesso da oltre 2000 anni, non altera gli importantissimi valori nutrizionali e al tempo stesso ne conserva il caratteristico profumo e l'inconfondibile sapore che gli vengono regalati dalla terra e dal sole della Sicilia.

Proprio per queste caratteristiche è stata chiesta ed ottenuta la Denominazione di Origine Protetta.

## Caratteristiche del prodotto
L'olio extra vergine DOP dei "Monti Iblei" si presenta con un:

- Profumo di grande freschezza con note evidenti di pomodoro verde ed erba bagnata appena falciata.

- Sapore fruttato medio, con persistenti note di pomodoro verde e altri ortaggi. Sensazione media di piccante con pasta molto fine che lascia un perfetto equilibrio in bocca.

Eccezionale consumato a crudo su una semplice fetta di pane.

Indicato con verdure (lesse, grigliate e insalata dolce), carne (rossa, arrosto e lessa), pasta e sughi dolci.

## Riconoscimenti
Ogni anno i produttori locali di olio extra vergine di oliva DOP dei Monti Iblei ricevono sempre menzioni ed alti riconoscimenti nelle edizioni dei più importanti saloni internazionali (Sol di Verona, Sirena d'Oro di Sorrento, Orciolo D'Oro dell'Enohobby, Leone D'Oro dei Mastri Oleari, Symerius, Ercole olivario, SLOW FOOD) battendo una concorrenza agguerrita di più di 400 oli provenienti da 11 paesi di tutto il mondo.